# Lepidasthenia fallax
Lepidasthenia fallax är en ringmaskart som först beskrevs av Grube 1878.  Lepidasthenia fallax ingår i släktet Lepidasthenia och familjen Polynoidae. Inga underarter finns listade i Catalogue of Life.